# Uniforme de la selección de fútbol de Honduras
El uniforme histórico de la selección de Honduras siempre ha sido el blanco completamente y el de visita ha variado entre azul completo o azul con rayas blancas verticales.
| Titular | Suplente |

## Titular
| 1960-1967 | 1968-1979 | 1980-1982 | 2001-2004 | 2005      | 2007      | 2009        | 2010-2011   | 2012-2013 |  |
| 2014-2015 | 2016-2019 | 2019-2021 | 2021-2022 | 2023-2024 | 2023-2024 | 2024-Actual | 2024-Actual |           |  |

## Alternativo
| 2005      | 2007      | 2009      | 2009      | 2010      | 2011        | 2012        | 2014-2015 | 2015-2016 |  |
| 2016-2017 | 2019-2021 | 2019-2021 | 2021-2022 | 2023-2024 | 2024-Actual | 2024-Actual |           |           |  |

## Indumentaria
| Periodo       | Proveedor |
| ------------- | --------- |
| 1982-1988     | Adidas    |
| 1989-1991     | Mikasa    |
| 1991-1992     | Pony      |
| 1992-1998     | Score     |
| 1999-presente | Joma      |